# Haller Gábor (főispán)
Hallerkői Haller Gábor (Nagyszeben, 1558. május 10. – Fehéregyháza, 1608. július 12.) erdélyi nemesúr, a fejedelmi tanács tagja, Küküllő megyei főispán.

## Élete
A Magyarországról Nagyszebenbe települt Haller Péter és Kemény Kata fia volt. Iskolai tanulmányait Nagyszebenben kezdte. Apja 1569-ben bekövetkezett halála után nagybátyja, Kemény István nevelte, majd mikor ő is elhunyt 1573-ban, anyja második férje, Kendy János lett a gyámja. Borsos Sebestyén krónikája szerint tanulóévei után János Zsigmond udvarába került apródként, és ott tért unitárius hitre. 1582-ben Eőssi Andrással együtt a páduai egyetemre iratkozott be, de itt csak rövid ideig tanult; esetleges korábbi külföldi tanulmányairól nincs adat.
1583-ban Báthory István megbízásából Bécsbe utazott, hogy Báthory Griseldis számára beszerezze a kelengyét. Hazatérése után fehéregyházi birtokán telepedett le. 1586-ban vette feleségül Bocskai Ilonát, és ezzel rokonságba került a Báthory-családdal is. 1594-ben Báthory Zsigmond Kendi Ferenc kivégeztetése után Haller Gábort nevezte ki Küküllő megyei főispánnak. 1598-ban Bécsben járt követségben Trauzner Lukáccsal, ahol Báthory Zsigmond visszatérését kellett elfogadtatnia. Báthori András alatt és halála után Giorgio Basta oldalán Mihály vajda, majd 1602-ben Báthori Zsigmond ellen harcolt.
1604–1605-ben az első között csatlakozott Bocskai Istvánhoz, és Bocskai fejedelemmé választásához sikerült elnyernie a szász univerzitás támogatását. Bocskai jutalmul fejedelmi tanácsossá, kincstartóvá és Fogaras főkapitányává nevezte ki, és a kapjoni uradalmat adományozta neki. Fontos szerepet játszott Bocskai és Radu Șerban havasalföldi fejedelem szövetségének megkötésében (Târgoviște, 1605. augusztus 25.) A kortárs Giovanni Argenti neki tulajdonította, hogy az 1605-ös medgyesi országgyűlés (ismét) kitiltotta a jezsuitákat Erdélyből, valamint a fogarasi jezsuita misszió felszámolását. Bocskai halála után egyike volt annak a hat tanácsosnak, akiket az 1607. január 22-i kolozsvári országgyűlés Rákóczi Zsigmond kormányzó mellé rendelt. Rákóczi szolgálatában is megtartotta főispáni és tanácsosi tisztségeit, és Báthory Gábor uralkodásának kezdetén is a fejedelmi tanács tagja volt.
Felesége halála után tíz évig özvegyen nevelte gyermekeit, akik mellé a kolozsvári unitárius kollégiumból hozatott tanítót (Cromer Péter). 1607-ben ismét megnősült, felesége Bornemisza Boldizsár Judit nevű lánya lett. 1608. július 12-én hunyt el fehéregyházi otthonában. Bocskai Ilonával közös szarkofágja eredetileg a fehéregyházi kastély kápolnájában, majd 1835-től a fehéregyházi református templomban állt; 1911-től az Erdélyi Nemzeti Múzeumban, jelenleg a Kolozsvári
Történeti Múzeumban található.